# Hiệp sĩ Thập tự
Hiệp sĩ Thập tự hay Hiệp sĩ Thánh chiến (tiếng Ba Lan: Krzyżacy) là một cuốn tiểu thuyết lịch sử năm 1900 được viết bởi nhà văn theo chủ nghĩa thực chứng Ba Lan và người đoạt giải Nobel năm 1905, Henryk Sienkiewicz. Bản dịch tiếng Anh đầu tiên của nó được xuất bản cùng năm với bản gốc.
Cuốn sách được tạp chí Tygodnik Illustrowany đăng nhiều kỳ trong khoảng thời gian từ 1897–1899 trước khi ấn bản hoàn chỉnh đầu tiên xuất hiện vào năm 1900. Cuốn sách được dịch sang tiếng Anh lần đầu tiên bởi Jeremiah Curtin, một người cùng thời với Henryk Sienkiewicz. Hiệp sĩ Thánh chiến kể từ đó đã được dịch sang 25 thứ tiếng. Đây là cuốn sách đầu tiên được in ở Ba Lan vào cuối Thế chiến thứ hai năm 1945, do tính liên quan của nó trong bối cảnh Đức Quốc xã tàn phá Ba Lan sau đó là sự di chuyển dân số hàng loạt. Cuốn sách đã được dựng thành phim vào năm 1960 bởi Aleksander Ford.
Cuốn tiểu thuyết được dịch bởi Nguyễn Hữu Dũng, Đông A ấn hành.

## Bối cảnh lịch sử
Cuốn tiểu thuyết được Sienkiewicz viết vào năm 1900, khi nhà nước Ba Lan, sau khi bị chia cắt giữa các đế quốc Nga, Áo và Phổ vào cuối thế kỷ 18, không tồn tại, và hầu hết người Ba Lan đang sống trong khu vực chiếm đóng của Nga có tên là vùng đất Vistula, trước đây thuộc về Vương quốc Lập hiến Ba Lan. Một trong những mục tiêu của Sienkiewicz khi viết cuốn sách này là khuyến khích và củng cố niềm tin của dân tộc Ba Lan trước các thế lực chiếm đóng. Để tránh sự kiểm duyệt của Nga, ông đã đặt cốt truyện vào thời Trung cổ khi Ba Lan nằm xung quanh nước Phổ và nhà nước của Kị sĩ đoàn quốc Teuton (Deutschordenstaat).
Lịch sử của dòng Hiệp sĩ Teuton của Đức là bối cảnh cho câu chuyện. Từ thế kỷ 13 trở đi, dòng hiệp sĩ này đã kiểm soát phần lớn bờ biển Baltic cho đến khi bị liên bang Ba Lan và Lietuva đánh bại trong trận Grunwald năm 1410. Cuốn tiểu thuyết tập trung nhiều vào cuộc sống và phong tục thời trung cổ của cả vùng đô thị và vùng nông thôn của Ba Lan thời Trung cổ.
Năm 1960, cuốn tiểu thuyết được đạo diễn Aleksander Ford dựng thành phim Ba Lan cùng tên với Emil Karewicz trong vai Władysław II Jagiełło.

## Tóm tắt cốt truyện
Hiệp sĩ Thánh chiến kể câu chuyện về một nhà quý tộc trẻ tuổi, Zbyszko xứ Bogdaniec, người cùng với chú của mình là Maćko xứ Bogdaniec trở về sau cuộc chiến chống lại Teuton (Hiệp sĩ Thập tự giá) ở Litva gần đó. Trong một quán trọ, Zbyszko phải lòng Danusia đáng yêu, người đang đi cùng triều đình của Nữ công tước Anna. Anh thề với cô cùng lời thề hiệp sĩ của mình và hứa sẽ mang lại cho cô "ba chiếc cúp" từ Hiệp sĩ Teuton.
Trên đường đến thành phố hoàng gia Kraków, Zbyszko tấn công Kuno von Liechtenstein, một đại biểu ngoại giao chính thức của Hiệp sĩ Teuton. Hình phạt là cái chết. Tuy nhiên, trên đoạn đầu đài, Danusia đã cứu anh ta khỏi bị hành quyết khi cô nhảy lên bục trước sự chứng kiến của đám đông, và hứa sẽ kết hôn với anh ta, lấy khăn tay che đầu anh ta (một truyền thống lâu đời của người Ba Lan mang theo thời gian hành quyết nếu cặp đôi kết hôn). Zbyszko và Maćko trở về dinh thự của họ, nơi họ xây dựng lại dinh thự của mình. Sau một thời gian, Zbyszko quay lại Danuśka và kết hôn với cô ấy. Tuy nhiên, cô sớm bị bắt cóc bởi bốn Hiệp sĩ Teuton muốn trả thù - cha cô Jurand đã chiến đấu chống lại quân Đức. Bản thân Jurand sớm bị chúng bắt, bỏ tù và tra tấn dã man và tàn tật.
Nhiệm vụ tìm và cứu Danusia bị bắt cóc của Zbyszko vẫn tiếp tục cho đến khi, cuối cùng, anh giải cứu được cô. Tuy nhiên, đã quá muộn rồi. Danusia đã phát điên vì bị đối xử dưới bàn tay của những kẻ bắt giữ cô, và cuối cùng chết. Cuộc chiến được chờ đợi từ lâu bắt đầu. Lực lượng kết hợp của Ba Lan và Litva dưới sự chỉ huy của Vua Ba Lan Ladislaus Jagiello đã tiêu diệt Dòng Teuton trong Trận chiến Grunwald hoành tráng năm 1410. Trận chiến này báo hiệu sự suy tàn cuối cùng thực sự của Hiệp sĩ Teuton.

## Mô tả cốt truyện

### Chương 1 – 6
Cuốn tiểu thuyết mở đầu bằng cảnh một số người Ba Lan giàu có trò chuyện với một hiệp sĩ, Maćko xứ Bogdaniec, trong quán trọ Savage Bull ở Tyniec. Hiệp sĩ già và cháu trai của ông, Zbyszko, đang trở về nơi sinh của họ sau khi chiến đấu cho Vua Vitold xứ Litva chống lại Hiệp sĩ Thập tự giá dưới sự chỉ huy của Konrad, Grand Master và anh trai của ông ta, Ulrich xứ Jungingen, tên trộm của Sambia. Công chúa Anna Danuta đoàn tùy tùng của Mazovia đến quán trọ trên đường đến Cracow và chính tại đây, Zbyszko đã rơi vào bùa mê của người giám hộ của cô ấy, Danusia, và thề với cô ấy sẽ đặt một số con công Đức trước mặt cô ấy. Maćko và Zbyszko, sau một cuộc cãi vã, quyết định nộp đơn xin Hoàng tử Jurand của Spychów phục vụ chống lại quân Đức khi một cuộc đại chiến sắp diễn ra và đi cùng với Công chúa Anna.
Trên đường họ gặp một hiệp sĩ được vũ trang lộng lẫy đang cầu nguyện. Đằng sau anh ta là một tùy tùng và Zbyszko phát hiện ra một hiệp sĩ Đức và tấn công anh ta bằng cây thương của anh ta nhưng hiệp sĩ đầu tiên, Povala của Tachev, ngăn anh ta lại và tiết lộ rằng anh ta đang phục vụ Nhà vua hộ tống sứ thần Đức và nói rằng Zbyszko đã phạm tội hình sự và bắt anh ta thề xuất hiện trước tòa án Cracow. Matsko cố gắng cầu xin sự tha thứ từ người Đức, Kuno von Lichtenstein, nhưng anh ta khăng khăng rằng họ phải cúi đầu trước anh ta, điều mà các hiệp sĩ Ba Lan từ chối làm vì điều đó đi ngược lại danh dự của họ.
Matsko và Zbyshko đến ở với Povala tại nhà của anh ta trên Phố Saint Anne. Họ thảo luận về các chiến dịch gần đây của họ với các hiệp sĩ Ba Lan khác và tham dự triều đình của Yagello và Yadviga, người đang mang thai. Vào bữa tối, Lichtenstein tiết lộ rằng anh ta đã bị tấn công trên đường đến Tynets bởi một hiệp sĩ và Povala xác nhận điều đó. Nhà vua rất tức giận; ông đã chấp nhận đề nghị của người Ba Lan chuyển sang Công giáo và kết hôn với Nữ hoàng trẻ tuổi Yadviga để ngăn chặn các cuộc thập tự chinh chống lại Litva của các Hiệp sĩ Teutonic. Trong cơn tức giận, Yagello ra lệnh chặt đầu Zbyshko vì đã làm ô nhục anh ta và anh ta bị tống vào tù. Tại tòa án, bản án tử hình được Castellan of Cracow truyền lại nhưng việc thi hành bị trì hoãn cho đến khi Yadviga sinh con.
Đứa bé chết và Yagello, người đã rời Cracow, quẫn trí trở về và Matsko cũng trở về sau chuyến hành trình đến gặp Grand Master để cầu xin sự tha thứ cho mạng sống của Zbyshko. Trên đường đi, anh ta bị thương bởi một mũi tên của Đức từ một cuộc phục kích trong rừng. Một đoạn đầu đài được dựng lên và Công chúa Anna hội ý với Yastrembets, Cha Stanislav của Skarbimir và những người đàn ông uyên bác khác để tìm lối thoát hợp pháp. Vào ngày hành quyết và khi Zbyshko bị dẫn ra ngoài, Povala đưa cho anh ta Danusia, người đã trùm khăn trùm lên đầu anh ta và nói: 'Anh ấy là của tôi! Anh ấy là của tôi!'. Theo phong tục của người Slav, khi một thiếu nữ ngây thơ làm điều này, đó là dấu hiệu cho thấy cô ấy muốn kết hôn với anh ta và anh ta được cứu thoát khỏi cái chết.
Cháu trai và chú quyết định quay trở lại Bogdanets, nơi Matsko già cần uống mỡ gấu để loại bỏ đầu mũi tên. Yurand of Spyhov, cha của Danusia, đến tòa án và Zbyshko gặp anh ta nhưng được thông báo rằng anh ta không thể cưới con gái mình và hai cha con trở về Tsehanov.

### Chương 7 – 14
Hai người đàn ông gặp người hàng xóm Zyh của Zgorzelitse gần Bogdanets, người đang đi săn cùng con gái của mình, Yagenka, người ngưỡng mộ Zbyshko vì đã giết một con bò rừng bò rừng khổng lồ bằng nỏ của mình. Họ ổn định cuộc sống trong ngôi nhà cũ và Yagenka đến giúp họ dọn đồ đạc và thức ăn từ người cha hào phóng của cô. Họ cũng biết được từ cha cô rằng hai chàng trai trẻ đang tìm kiếm tình yêu của cô, Vilk of Brozova và Stan of Rogov. Zbyshko vào rừng để giết một con gấu ở đầm lầy gần đó và gần như bị nó khuất phục nhưng Yagenka đã hỗ trợ đặt chiếc nĩa xuống đất để anh có thể giết nó bằng rìu của mình. Matko uống chất béo tươi và ngay lập tức bắt đầu hồi phục và cuối cùng đầu mũi tên được rút ra. TRONG một chuyến đi săn giết hải ly, Yagenka hỏi Zbyskho về Danusia (sau khi được cha cô kể về sự cố tấm màn che). Sau đó, hai người đàn ông gặp người họ hàng xa của họ, vị trụ trì mà đất đai của họ được thế chấp, và tất cả đều tham dự một buổi lễ nhà thờ với giới quý tộc ở Kresnia và Zybshko chiến đấu với Vilk và Stan, vì là kẻ thù của vị trụ trì, Matko nhận được một chiếc túi xu từ anh ta. Tuy nhiên, lời thề của Zbyshko với Danusia đã khiến vị trụ trì tức giận, người đã cầu chúc cho anh ta về Yagenka, người mà anh ta rất yêu quý và vị giáo sĩ đã bỏ đi trong cơn tức giận.
Chương 15 – 20
Zbyshko và Matsko lên đường đến Mazovia cùng với những người Thổ Nhĩ Kỳ bị bắt của họ như một người hộ tống - Zbyshko tuyên bố Danusia là vợ của anh ta từ cha cô. Theo sau anh ta là Cheh, tên là Hlava, của Yagenka's. Họ tình cờ gặp một người đàn ông trong rừng - một người bán di vật giả người Đức tên là Sanderus, người tham gia đoàn tùy tùng và nói với Zbyshko rằng anh ta đã nhìn thấy Danusia. Trên đường, anh chạm trán với một số hiệp sĩ thập tự giá, và gặp De Lorche, một hiệp sĩ của Lorraine, người mà anh thách đấu nhưng Yendrek, người hộ tống người Ba Lan, cấm chiến đấu. Cuối cùng họ cũng đến được hoàng cung Mazovian của Hoàng tử Yanush, người đang trong chuyến thám hiểm săn bắn tại Kurpie, nơi họ tìm thấy Danusia cùng với Công chúa Anne. Trong cuộc đi săn, một con bò tót hoang dã tấn công tùy tùng của Công chúa và De Lorche và Zybshko đã bảo vệ nó nhưng cả hai đều bị thương và chính Hlava đã giết nó bằng rìu của mình.
Danveld và Siegfried von Lowe, Anh Rotgier và Anh Gottfried là các sứ thần của Đức đang tìm cách trừng phạt Yurand của Hoàng tử Yanush vì những hành động chết người của anh ta chống lại Dòng của họ nhưng anh ta từ chối. Do đó, họ ấp ủ một âm mưu bắt cóc Danusia và dùng cô làm vật chuộc để bắt cha cô. Khi trở lại biên giới, họ đi cùng với De Fourcy, người không thích âm mưu này và bốn người đàn ông đã giết anh ta và cho rằng việc đó được thực hiện bởi Hlava, người đã vượt qua thử thách của Zbyshko; tránh được nhát dao của Danveld, Cheh quay trở lại nhà nghỉ săn bắn để kể lại câu chuyện có thật.

### Chương 25 – 33
Công chúa Anna nhận được một bức thư giả từ Yurand, do Danveld viết, yêu cầu trả lại Danusia cho anh ta tại Spyhov. Công chúa Anna quyết định họ nên kết hôn trước và buổi lễ diễn ra, sau đó Danusia khởi hành. Zbyshko, khi hồi phục, đến lâu đài của Hoàng tử Yanush tại Tsehanov và giúp cứu Yurand khỏi cái chết trong một cơn bão tuyết nghiêm trọng; khi hồi phục, anh biết rằng Yurand chưa bao giờ gửi bức thư và Yurand chắc chắn rằng Hiệp sĩ Thập tự giá đã bắt cóc con gái anh và hai người đàn ông được đưa đến Spyhov. Một chị gái của Dòng và một người hành hương đến gặp Yurand và nói rằng anh ta phải hạ mình trước Dòng và chuộc lại. Sau một vài ngày, Zbyshko phát hiện ra từ Tolima, người hầu già trung thành của Yurand, rằng chủ nhân của anh ta đã rời đi.
Tại lâu đài ở Schytno, Yurand buộc phải đợi bên ngoài cổng cả đêm khi những người xem chế nhạo anh. Sáng hôm sau, anh ta được phép vào và bị buộc phải quỳ gối trong một chiếc túi làm từ sợi gai dầu trước khi đến gặp Danveld. Cuối cùng, họ mang con gái của anh ta đến cho anh ta nhưng đó là một người phụ nữ ngốc nghếch và trong cơn thịnh nộ, anh ta đã giết Danveld và tàn sát nhiều người đang chế nhạo trước khi anh ta bị thương nặng và mắc kẹt trong lưới. Siegfried chịu trách nhiệm và cử Rotgier đến gặp Hoàng tử Yanush tại Tsehanov để đưa ra một phiên bản sai sự kiện. Zbyshko thách thức Rotgier và giết anh ta trong cuộc đấu tay đôi của họ.

### Chương 34 – 50
Zbyshko và De Lorche lên đường đến Malburg để thách thức các Hiệp sĩ ở đó và biết được từ linh mục ở Spyhov rằng Yurand đã để lại tất cả các vùng đất của mình cho Danusia và, trong trường hợp cô ấy chết, cho Zbyshko. Anh ấy cũng gửi một lá thư cho Matsko qua Hlava tại Zgorzelitse. Tại Schytno, Siegfried nhận được xác của Rotgier, người gần như là con trai của anh ta và để trả thù, người hầu câm của anh ta, Diedrich, lưỡi của Yurand bị cắt, mù một mắt và cánh tay phải của anh ta bị chặt đứt và sau đó anh ta bị thả rông trên đường. Matsko, sau khi tham khảo ý kiến của Hlava, quyết định đến gặp Spyhov và mang theo Yagenka, cải trang thành một người hầu trẻ. Tại Plotsk Matsko kết bạn với Lichtenstein để có được giấy chứng nhận hành vi an toàn qua lãnh thổ của Hiệp sĩ. Họ nhận được tin tức về Zbyshko và quyết định đến Schytno. Trên đường, họ gặp Yurand mù và quyết định đưa anh ta trở lại Spyhov, có thể phục hồi sức khỏe cho anh ta ở một mức độ nào đó. Tại Spyhov, họ biết được từ Cha Kaleb rằng Zbyshko, sau một số lần ở Malborg, nơi anh ta rơi vào sự bảo vệ của anh trai của Grand Master, đã gia nhập lực lượng của Hoàng tử Vitold. Matsko quyết tâm đến Warsaw.

### Chương 51 – 55
Chiến tranh đã nổ ra giữa Grand Prince Vitold và các Hiệp sĩ về cách đối xử của họ đối với người Jmud. Lực lượng của Skirvoillo, thủ lĩnh của những người đàn ông Jmud, tập hợp lại và Matsko và Hlava đoàn tụ với Zbyshko. Skirvoillo lên kế hoạch tấn công một lâu đài và Zbyshko và Matsko được chỉ thị cho lực lượng phục kích ra khỏi lâu đài, Gotteswerder, đến sự hỗ trợ của một cột cứu trợ. Quân Đức bị quét sạch, De Lorche bị bắt làm tù binh nhưng được Zbyshko giải thoát, và họ biết được từ Sanderus, tù nhân của họ, rằng Danusia còn sống và đã bị Siegfried và một hiệp sĩ, Arnold von Baden, mang đi. Họ truy đuổi họ và bắt được quân Đức tại một số túp lều của người đốt dầu nhưng Danusia bị ốm và mất trí. Đến lượt họ bị bắt bởi lực lượng cứu trợ của Đức - do anh trai của Arnold, Wolfgang lãnh đạo - và Zbyshko và Matsko đồng ý một khoản tiền chuộc với những kẻ bắt giữ họ, cho phép Zbyshko và Danusia đi theo Hlava, người may mắn được hướng dẫn đưa Siegried đến thẳng Spyhov. Hlava lần đầu tiên của họ và kể lại cho Yagenka nghe những gì đã xảy ra và đưa tù nhân của anh ta đến gặp Yurand, người nhờ ơn Chúa đã giải thoát anh ta.

### Chương 56 – 63
Ngay bên ngoài Spyhov Danusia chết. Yurand nằm trên giường không thể cử động nhưng luôn mỉm cười và Zbyshko chìm vào trạng thái hôn mê sâu. Tolima được gửi đi với một khoản tiền chuộc để giải thoát Matsko khỏi Malborg nhưng bản thân lại bị giam trong nhà tù của một comtur và Cha Kaleb và De Lorche, người đã đến Spyhov để cầu nguyện cho Danusia, thuyết phục Zbyshko đi. Họ biết về cuộc gặp gỡ giữa Vua Yagiello và Grand Master tại Ratsiondz và Zybshko biết được từ Hlava, người đã trở về Spyhov, về Yagenka, người đã chuyển đến Bishop tại Plotsk.
Tại Plotsk, Yagiello có mặt và Hoàng tử Yanush và Hoàng tử Anna Danuta. Zbyshko gặp Yagenka, người hiện đang là tùy tùng của Công chúa Alexandra của Plotsk và cô ấy đã thay đổi rất nhiều, biến thành một nữ quý tộc xinh đẹp và thanh lịch. Một bữa tiệc lớn được tổ chức và ngày hôm sau, Hoàng tử Yanush ra lệnh cho Zbyshko và De Lorche tham gia hộ tống anh ta đi săn. Cuộc họp tại Ratsiondz trên một hòn đảo trên Vistula diễn ra và trở nên tồi tệ đối với Grand Master Conrad và các Hiệp sĩ của Hội. Thông qua Hoàng tử Yamont, Zbyshko có thể giải quyết được vụ án của chú mình do Nhà vua nêu ra và anh đi cùng hai hiệp sĩ Ba Lan khác đến Malborg để trao đổi tù nhân. Povala và đặc biệt là Zyndram, thủ lĩnh của quân đội Ba Lan, không mấy ấn tượng với lâu đài mặc dù kích thước khổng lồ của nó và rất nhiều hiệp sĩ nước ngoài hiện diện trong các bức tường của nó. Zbyshko và Matsko cuối cùng cũng được đoàn tụ và ông già biết về cái chết của Danusia.

### Chương 64 – 69
Khi họ trở lại Spyhov, Yurand chết. Một quyết định được đưa ra là để Hlava, cùng với người hầu gái của Yagenka là Anulka, người mà anh ta yêu, phụ trách Spyhov khi Matsko và Yagenka trở về Bogdanets với một lượng lớn tiền và vật có giá trị - hầu hết do Yurand chiếm được từ tay quân Đức trong trận chiến - và Zbyshko gia nhập lực lượng của Hoàng tử Vitold. Nhiều tháng trôi qua khi họ chờ đợi Zbyshko trở về và Matsko quyết tâm xây lâu đài cho cháu trai của mình.

### Chương 70 – 75
Matsko và Vilk già được đoàn tụ sau cái chết của người con trai sau khi tấn công một lâu đài của Đức. Zbyshko trở lại Bogdanet nhưng nằm ốm trên giường và Matsko cuối cùng nhận ra rằng anh yêu Yagenka nhưng không biết nói với cô ấy như thế nào. Cuối cùng, khi đứng dậy khỏi giường, Yagenka nhận trách nhiệm cắt tóc cho mình và cả hai đã thống nhất. Cặp đôi sống ở Mochydoly trong khi lâu đài đang được xây dựng cho họ ở Bogdanets và Yagenka hạ sinh cặp song sinh, Matsko và Yasko, và bắt đầu trở nên nổi tiếng trong vùng khi họ chuyển đến lâu đài vào năm thứ năm sau khi tất cả các công trình phụ được hoàn thành .

### Chương 76 – 81
Trong cùng năm chiến tranh đang diễn ra. Matsko rời đi Spyhov và đã ra đi trong sáu tháng. Khi trở về, Zbyshko biết rằng anh ta đã đến Malborg để thách đấu với Lichtenstein nhưng thất bại vì người sau đã được bổ nhiệm làm đại công tước và không có mặt - thay vào đó anh ta đã chiến đấu và giết chết người họ hàng cùng tên của Lichtenstein.
Một cuộc tranh chấp nảy sinh giữa các Hiệp sĩ Ba Lan về lâu đài Drezdenko mà Hội tham lam đã chiếm được và từ chối trao trả, điều mà Matsko cho rằng sẽ dẫn đến chiến tranh toàn diện. Yagiello ra lệnh cho những cuộc săn lùng lớn để cung cấp thịt khô cho quân đội và nhiều người Mazovian chạy trốn khỏi Phổ để thoát khỏi sự cai trị sắt đá của Hiệp sĩ. Vitold được chỉ định để xem xét tranh chấp và phân xử nó với người Ba Lan và Jmud lại nổ ra cuộc nổi loạn. Quân đội của Litva và Ba Lan được hợp nhất cùng với các trung đoàn của Mazovia chống lại quân Đức tại doanh trại của họ ở Sviet. Một trận chiến chung sắp diễn ra và sau khi chiếm được pháo đài Dambrova của Đức, quân đội dựng trại và sáng hôm sau đến cánh đồng Grunwald, nơi quân đội dừng lại nghỉ ngơi. Khi Yagello chuẩn bị bắt đầu thánh lễ thứ hai, các trinh sát xuất hiện xác nhận sự xuất hiện của quân Đức. Trong trận chiến đẫm máu, Grand Master Ulrich bị binh lính Litva giết chết và nhiều hiệp sĩ nổi tiếng của Western Order bị bắt. Matsko tìm kiếm Kuno Lichtenstein trên cánh đồng và tìm thấy anh ta trong số một số tù nhân bị bắt và sau khi thách đấu tay đôi với anh ta, giết anh ta bằng thuốc misericordia của mình.
Cuốn tiểu thuyết kết thúc với cảnh Matsko và Zbyshko trở lại Bogdanet, nơi người trước sống một cuộc sống lâu dài với bốn đứa cháu trai xung quanh và người sau chứng kiến Chưởng môn của Dòng rời Malborg với đôi mắt đẫm lệ từ một cánh cổng khi voevoda Ba Lan đi qua một cánh cổng khác .

## Nhân vật
- Zbyszko xứ Bogdaniec – một nhà quý tộc trẻ tuổi nghèo khó, nhân vật chính
- Maćko xứ Bogdaniec – chú của Zbyszko
- Jurand xứ Spychów – một quý tộc nổi dậy chống Teuton và là cha của Danusia
- Danusia – cận thần của Nữ công tước xứ Mazovia, con gái của Jurand và vợ của Zbyszko
- Fulko de Lorche – một hiệp sĩ giàu có đến từ Lotharingia trở thành bạn thân của Zbyszko
- Vua Władysław II Jagiełło – một nhân vật lịch sử, vua của Vương quốc Ba Lan từ năm 1386 đến 1434
- Siegfried de Löwe – Chỉ huy của Szczytno và chủ mưu của kế hoạch độc ác nhằm bắt cóc Danusia
- Nữ công tước Anna – Nữ công tước xứ Masovia
- Janusz I – Công tước xứ Masovia
- Kuno von Liechtenstein – đại diện của Teuton cho Vua Ba Lan, bị Zbyszko tấn công
- Jagienka của Zgorzelice – một cô gái trẻ đem lòng yêu Zbyszko
- Hlawa – cận vệ người Séc của Zbyszko, và là người hầu cũ của Jagienka
- Sanderus – một tu sĩ chuyên bán sự mê đắm và liên tục húc đầu với Hlawa